# Slobozia (okręg Jassy)
Slobozia – wieś w Rumunii, w okręgu Jassy, w gminie Ciurea. W 2011 roku liczyła 476 mieszkańców.